# Costa occidental d'Astúries
La costa occidental del Principat d'Astúries constitueix un àmbit geogràfic de característiques uniformes que es perllonga al llarg de més de 70 km des de la desembocadura del riu Nalón fins a la ria de l'Eo. Administrativament comprèn, d'est a oest, els municipis de Muros, Cudillero, Valdés, Navia, Cuaña, El Franco, Tapia de Casariego i Castropol, tot i que altres autors consideren que Muros entraria a formar part de la Costa Central asturiana.
En aquesta zona hi ha un gran contrast entre l'anomenada rasa costanera (en la que a causa de la litologia del substrat i l'efecte de l'acció marina, es produeixen accidents geogràfics com caps i ancorades al llarg d'una costa escarpada; veient interrompuda per cursos fluvials que s'encaixen en ella buscant sortida al mar, formant d'aquesta manera valls d'orientació nord-sud i vessants acusats que originen a la desembocadura cales i petites platges), els penya-segats que la separen de la línia de costa i les serres prelitorals que es disposen en paral·lel i molt pròximes a aquestes. Poden destacar-se entre els accidents geogràfics més destacats de la rasa costanera els caps de Vidio i de Bust. A més d'una infinitat de petites cales i arenals, es poden citar com platges més importants les de la Concha de Artedo, San Pedro de Bocamar, Cadavéu, Cueva, Ḷḷuarca, Outur, Barayo, Frexulfe o Navia.

## Geologia
Des del punt de vista de la seva geologia, la costa occidental asturiana s'enquadra dins de la zona asturoccidental-lleonesa (ZAOL), la qual, a més d'ocupar una posició intermèdia entre la zona de Galícia-Tras os Montes, la zona centre-ibèrica, zones internes de la serralada, i la zona cantàbrica, es divideix en tres grans unitats, que mostren unes característiques litològiques i estructurals lleugerament diferenciades:
- El domini del Navia -Alt Sil,
- el del Manto de Mondoñedo,
- El domini del Caurel-Truchas.

## Espais naturals protegits de la costa occidental
Aquesta franja litoral, de variats ambients i elements naturals gairebé exclusius de la zona fan d'ella una zona mereixedora d'una especial conservació, la qual es veu dificultada sovint per les reduïdes dimensions. Per això, pràcticament tota la costa occidental d'Astúries, es troba inclosa en alguna figura de protecció, ja sigui de la Xarxa Regional d'Espais Naturals Protegits del Principat d'Astúries (RRENP, creada arran de l'aprovació el 1994 del Pla d'Ordenació dels Recursos Naturals d'Astúries (PORNA), en ella s'estableixen quatre figures bàsiques de protecció d'espais naturals en l'àmbit regional: parc natural, reserva natural, monument natural i paisatge protegit), o de la xarxa europea d'espais protegits Natura 2000, la qual compta amb dues figures de protecció Llocs d'Importància Comunitària (LIC), establerts per a la conservació dels hàbitats i tàxons d'interès europeu, recollits, i, de l'altra, les zones d'especial protecció per a les aus (ZEPA), creades per la Directiva 79/409 / CEE (Directiva d'aus) per a la conservació de les espècies d'aus, incloses respectivament, en els annexos I i II de la Directiva comunitària 92/43 / CEE (Directiva d'hàbitats)

### Espais de la xarxa regional
Dins dels espais protegits de la Xarxa Regional podem destacar:
- Paisatge Protegit de la Costa Occidental, abasta la franja costanera que comprèn els concejos de Valdés i Cudillero, constituint uns 35 km que van des de la Reserva Natural Parcial de Barayo fins a la població de Cudillero, tenint dins del seu territori el conegut com monument natural de Turbera de las Dueñas.
- Reserva Natural Parcial de Barayo, localitzada entre els concejos de Navia i Valdés. Es va declarar espai protegit pel Decret 70/1995, de 27 d'abril.[6] S'estén des del tram final de la conca del riu Barayo, que serveix de límit municipal, inclosos els vessants de la vall i els penya-segats que tanquen la cala, abastant per l'est la Platja de Sabugo, en la cala de Outr. En ell destaca sistema dunar-estuarino-fluvial que origina el riu bayo en la seva desembocadura.[1]

### Espais de la Xarxa Natura 2000
- LIC i ZEPA Penarronda-Barayo,[7][8] consisteix en una franja costanera entre la Punta del Corn (límit occidental de Penarronda) i la punta dels Aguiones, situada a l'extrem oriental de Barayo. Dins d'aquesta figura de protecció estan inclosos els Monuments Naturals de Platja de Penarronda i Platja de Frexulfe; la Reserva Natural Parcial de Barayo; els estuaris de Serantes, Porcia, Navia i Anguileiro (Navia) entre d'altres.
- LIC i ZEPA Cap Bust-Luanco, abasta des de la desembocadura del riu Esva, fins a la punta de la Vaca, a Luanco. En aquest paratge no es produeix una coincidència en les zones de protecció, ja que el LIC inclou tot el Paisatge Protegit del Cap Penyes, mentre que la ZEPA abasta només la franja litoral. De tota manera, dins de la zona comuna de les dues figures de protecció es troba part del Paisatge Protegit de la Costa occidental, així com els Monuments naturals Illa de La Deva i Platja de Bayas, Platja de l'Espartal, així com la Charca de Zeluan i Cala de Llodero.

## La vegetació
La presència humana més estesa en tota la rasa costanera ha anat deteriorant, al llarg dels anys, la vegetació autòctona de la zona que originàriament hauria d'estar formada de forma majoritària per boscos de carbayos (Quercus robur), bedolls (Betula pubescens subsp. celtiberica) i llorers (Laurus nobilis). Destacant en l'actualitat escassos cultius fusters de pi marítim (Pinus pinaster) i eucaliptus (Eucalyptus globulus). Per la seva banda, en els tàlvegs i al peudemont de les serres prelitorals que delimiten la rasa pel sud encara poden trobar-se escassos fragments de bosc en què es distingeixen vernedes, lloredes i carbayeras amb castanyers. 
Per la seva banda, es pot afirmar que la presència de vegetació a la franja litoral és molt feble a causa més de la salinitat del mar als vents carregats de partícules d'aigua marina, fenòmens que condicionen l'aparició de determinades plantes i comunitats vegetals, de caràcter halòfil (tolerants a la salinitat), que han estat capaços d'adaptar-se les extremes condicions del medi. D'aquesta forma en els ambients litorals es poden observar sistemes dunars (les dunes són dipòsits de sorra d'origen marí modelats per l'acció del vent, presenten una vegetació constituïda per espècies adaptades a viure sobre sòls sorrencs i salins -psammohalófilas-), estuaris (que es generen en les desembocadures en què la component fluvial és molt important reduint la salinitat de les aigües i predominant la maresma subhalófila, la constituïda per la vegetació halòfila menys exigent en sals) i penya-segats costaners (amb plantes adaptades a suportar l'esquitxada de l'onatge i els forts vents marins carregats d'humitat i partícules salines), als quals s'afegeix un mitjà de gran transcendència per a la vida del litoral com resulta ser l'intermareal rocós (la coberta vegetal està formada, gairebé exclusivament, per algues).

## La Fauna
Respecte a la fauna, la més comuna és l'associada al medi litoral, de manera que els animals més freqüents són les aus aquàtiques marines, com colònies de gavià argentat (Larus cachinnans), gavina riallera (Larus ridibundus), gavina ombrívola (Larus fuscus) i els corbs marins, tant el comú (Phalacrocorax carbo) com el marí (Phalacrocorax aristotelis). també es pot observar la presència d'altres espècies en els penya-segats rocosos verticals com la cotxa fumada (Phoenicurus ochruros) i el falcó pelegrí (Falco peregrinus), espècie que a més compta amb protecció i amb un "Plan de Manejo" a Astúries. En altres zones són habituals espècies típiques de matolls, com el bitxac comú (Saxicola torquata) o la tallareta cuallarga (Sylvia undata).